# Harpactocrates intermedius
Harpactocrates intermedius es una especie de araña araneomorfa del género Harpactocrates, familia Dysderidae. Fue descrita científicamente por Dalmas en 1915.
Se distribuye por Francia e Italia. El cuerpo de esta especie mide aproximadamente 9-11 milímetros de longitud. Se ha encontrado a altitudes de 1200-1500 metros.